# Eugenio Figueredo
Eugenio Hermes Figueredo Aguerre (Santa Lucía, 10 de marzo de 1932) es un empresario, dirigente deportivo y exfutbolista uruguayo, con nacionalidad estadounidense. Fue presidente de la Confederación Sudamericana de Fútbol entre 2013 y 2014.

## Biografía
Fue futbolista activo en el club Huracán Buceo, como lateral derecho. Presidió esa institución entre 1971 y 1972.
Entre 1997 y 2006 presidió la Asociación Uruguaya de Fútbol. Durante su gestión, la AUF forjó una estrecha relación comercial con Tenfield.
Se desempeñó ininterrumpidamente en la vicepresidencia de la Conmebol desde 1993 hasta 2013, año en que asumió como Presidente de la institución.
En 2005, tramita la nacionalidad estadounidense, siendo eximido del examen obligatorio en idioma inglés y cívica debido a un problema mental.
Fue nombrado presidente del Comité Organizador del Mundial 2014 de Brasil.
Por un corto periodo fue el presidente del ente mayor del fútbol sudamericano, la Confederación Sudamericana de Fútbol. Fue nombrado luego de una de las presidencias más largas de la CONMEBOL comandada por Nicolás Leoz, siendo reemplazado por Juan Ángel Napout el 8 de agosto de 2014.
Contrajo matrimonio con una empresaria boliviana María del Carmen Burgos, que se dedica al negocio de la explotación minera. Es padre de cinco hijos entre ellos Eugenio Pedro y Natalie Sophie Figueredo.

## Caso FIFA
En diciembre de 2013, siete clubes del Fútbol en Uruguay y la mutual de futbolistas lo denunciaron ante la Justicia a Figueredo por lavado de dinero, estafa y apropiación indebida por su pasaje por la Conmebol.
En 2015 forma parte de los 19 arrestados en el Caso FIFA.
El 27 de mayo de 2015 es arrestado por el FBI y pedido en extradición hacia los Estados Unidos en un presunto caso de corrupción,con otros 9 altos funcionarios de la FIFA por las elecciones en las sedes de las Copas Mundiales de Fútbol de 2018 y 2022.
El 17 de septiembre de 2015, se autorizó la extradición de Figueredo de Suiza a Estados Unidos.
En noviembre de 2015 dijo estar dispuesto a colaborar con la justicia brindando información relevante para la investigación, a cambio de que se reduzca su pena. Figueredo busca evitar la extradición a Estados Unidos y en cambio ser juzgado en Uruguay. La justicia suiza aceptó la extradición de Figueredo a Uruguay siempre y cuando Estados Unidos no solicite ser prioritario.

### Sentencia
El 24 de diciembre de 2015 fue procesado por un delito continuado de estafa en reiteración real con un delito continuado de lavado de activos en Uruguay.
Eugenio Figueredo de 83 años, pasó la Nochebuena en la Cárcel Central de Uruguay y fue procesado con prisión por estafa y lavado de activos.
En febrero de 2016 trascendió que Figueredo entregará algunas de las propiedades habidas con los dineros obtenidos de forma ilícita, para que le suavicen la pena.
El 21 de abril de 2016, después de 3 meses se le concede prisión domiciliaria.
En diciembre de 2016 la Suprema Corte de Justicia le negó la libertad por gracia, ratificando su arresto domiciliario.
En abril de 2017 se habilitó a Eugenio Figueredo a trabajar fuera de su casa.